# Pawhuska
Pawhuska er en amerikansk by og administrativt centrum for det amerikanske county Osage County, i staten Oklahoma. I 2000 havde byen et indbyggertal på 3.629.

## Ekstern henvisning
- Pawhuskas hjemmeside Arkiveret 14. august 2020 hos  Wayback Machine (engelsk)

36°40′09″N 96°19′59″V / 36.6692°N 96.3331°V